# Bārīk Ābsar
Bārīk Ābsar (persiska: باريک آبسر) är en ort i Iran.   Den ligger i provinsen Mazandaran, i den norra delen av landet, 170 km nordost om huvudstaden Teheran. Bārīk Ābsar ligger 33 meter över havet och antalet invånare är 854.
Terrängen runt Bārīk Ābsar är platt åt nordväst, men åt sydost är den kuperad. Runt Bārīk Ābsar är det ganska tätbefolkat, med 111 invånare per kvadratkilometer. Närmaste större samhälle är Sari, 9,1 km nordost om Bārīk Ābsar. I omgivningarna runt Bārīk Ābsar växer i huvudsak blandskog.